# Birmingham City Football Club
El Birmingham City Football Club (AFI: bɜrmɪŋəm ˈsɪti/) es un club profesional de fútbol con sede en Birmingham (Inglaterra), Reino Unido. Desde la temporada 2025-26 jugará en la English Football League Championship, la segunda división del país.
Fundado en 1875 como Small Heath Alliance, luego cambió su nombre a Small Heath Football Club en 1888, posteriormente Birmingham Football Club en 1905 y, finalmente, a Birmingham City Football Club en 1943. Es uno de los equipos históricos y de mayor tradición del fútbol inglés. Entre sus principales logros destacan 2 Copas de la Liga de Inglaterra logradas en las temporadas de 1962-1963 y 2010-2011 y los subcampeonatos europeos de la Copa de Ferias en 1960 y 1961.
Como Small Heath, disputó la Football Alliance antes de ser miembro fundador y el primer campeón de la Football League Second Division. El mayor período de éxito en su historia fue en los años 1950 e inicios de los años 1960. Alcanzó su posición más alta en la First Division en la temporada 1955-56 (6.º puesto) y llegó a la Final de la FA Cup de 1956, logrando también el subcampeonato en la Copa de Ferias en 1960 y 1961, y ganó su primer trofeo oficial, la Copa de la Liga, en 1963, derrotando 3-1 a Aston Villa. Ganó la mencionada competición por segunda ocasión en 2011. Disputó la mayor parte de su historia en la máxima categoría. Su mayor período fuera de ella, entre 1986 y 2002, incluye dos breves pasos por la tercera categoría del fútbol inglés, período e el cual obtuvo la Football League Trophy en dos ocasiones.
El St Andrew's Stadium es el estadio del club desde 1906. Tiene una fuerte rivalidad con el Aston Villa, equipo de la misma ciudad, con quien disputa el Second City derby. El apodo del club es Blues, debido al color de su uniforme, y sus fanáticos son conocidos como «Bluenoses».

## Historia
El Birmingham City se fundó con el nombre de «Small Heath Alliance» en 1875, mientras que dos años después fue inaugurado el estadio Muntz Street, pasando a disputar sus partidos como local en dicho recinto. El club adquirió un carácter profesional en 1885, y fue el primero en Inglaterra en convertirse en una sociedad anónima limitada y en contar con un consejo administrativo interno, bajo el nombre de Small Heath Ltd. Desde la temporada 1889-90 hasta 1892, disputó la Football Alliance, una liga que se disputaba en paralelo con la Football League. Luego de que la primera se integrase a la Football League, el club junto con el resto de los equipos que integraban dicha liga fueron invitados a disputar la recién creada Football League Second Division. Si bien finalizó campeón, no logró ascender a la máxima categoría, ya que había perdido uno de los denominados test matches. El ascenso se concretó en la siguiente temporada, tras finalizar segundo en la clasificación y vencer en los test matches al Darwen. En su primera temporada en la First Division, finalizó en la 12.ª posición. El club adoptó el nombre de «Birmingham Football Club» en 1905, y al año siguiente pasó a jugar sus partidos en St' Andrews Stadium. Descendió en el año 1908, y debió apelar a la reelección en la Football League dos años más tarde.
La capitanía de Frank Womack, y el mediocampista armador de juego Johnny Crosbie internacional con la selección de Escocia fueron los jugadores claves en la obtención del segundo título de Second Division en 1920-21. Womack disputó 515 partidos con el primer equipo —récord del club para un cualquier futbolista en la historia del club excluyendo a los arqueros—, a lo largo de una trayectoria de veinte años. En el año 1920 también debutó el delantero Joe Bradford, quien anotó un total de 267 goles para el club en 445 partidos jugados —estableciendo un récord que perdura hasta la actualidad—, además de haber sido internacional para Inglaterra en 12 ocasiones. En 1931, bajo la conducción técnica de Leslie Knighton, el equipo alcanzó la final de la FA Cup por primera vez, la cual perdió por 2-1 ante el West Bromwich Albion. Aunque se mantuvo en la máxima categoría durante 18 temporadas, peleó por no descender en la mayoría de ellas, destacándose en este período el arquero Harry Hibbs para compensar la falta de goles del equipo. El club descendió finalmente en 1939, y posteriormente ya concretado su descenso, la actividad futbolística en el país es suspendida por el estallido de la Segunda Guerra Mundial.
En 1943, el club finalmente adoptó su denominación actual, «Birmingham City Football Club». Durante la mencionada guerra mundial, se disputaron en Inglaterra diversas competiciones regionales a fin de mantener activos a los equipos mientras dure la guerra. Con Harry Storer, contratado como entrenador en 1945, el equipo ganó la Football League South —competición para los equipos ubicados al sur del territorio inglés—. Tras la finalización de dicha guerra, se reanudó la FA Cup, en la que alcanzó las semifinales. Dos temporadas después, consiguió su tercer título de Second Division, recibiendo solamente 24 goles en 42 partidos, logrando el ascenso a la First Division. El sucesor de Storer, Bob Brocklebank, si bien no pudo evitar un nuevo descenso en 1950, realizó importantes transferencias, jugadores que realizaron una importante contribución a los éxitos del club de los años 1950. Arthur Turner asumió en noviembre de 1954, y logró sacar un gran potencial al equipo, el cual fue ascendiendo posiciones en la Second Division 1954-55, y con un triunfo 5-1 ante el Doncaster Rovers como visitante en la última jornada, aseguró el título y el ascenso. En su retorno a la máxima categoría, el Birmingham City alcanzó su posición más alta en liga al finalizar sexto. Fue subcampeón de la FA Cup 1955-56, tras perder la final ante el Manchester City en un notable partido de Bert Trautmann, quien jugó los últimos 20 minutos de dicho partido con el cuello roto a causa de una luxación de tres vértebras. En la siguiente temporada, el club fue eliminado en semifinales de la FA Cup por el Manchester United. Fue la tercera vez que quedaba eliminado en esa instancia desde la reanudación del fútbol en 1946.
El Birmingham se convirtió en el primer club inglés en disputar una competición internacional europea, al participar de la edición inaugural de la Copa de Ferias (1955-58). Su primer partido fue el 15 de mayo de 1956, en el que empató 0-0 ante el Internazionale Milano italiano. Tras superar la fase de grupos, se enfrentó ante el Fútbol Club Barcelona español en las semifinales. Luego de vencer como local (4-3) y perder como visitante (1-0), se disputó un partido de desempate, en el que perdió por 2-1 quedando eliminado. En las siguientes ediciones (1958-60 y 1960-61) fue subcampeón de la competición, perdiendo por 4-1 en el marcador global ante el F. C. Barcelona en la primera y ante la A.S. Roma por 4-2 en la segunda. No obstante, se convirtió en el primer club inglés en alcanzar una final internacional oficial. En las semifinales de la edición 1960-61, derrotó tanto como local y visitante al Internazionale italiano; ningún otro club inglés pudo ganar en el estadio San Siro hasta que lo hiciese el Arsenal cuarenta años después. No obstante, el entonces entrenador Gil Merrick decidió cuidar a su mejor equipo para las copas nacionales. La final de la Copa de la Liga de Inglaterra 1962-63 fue disputada ante su rival de ciudad Aston Villa. Aunque el Villa era favorito para ganar en la previa del partido, el Birmingham City ganó por 3-1, obteniendo así su primer título oficial. En 1965, tras diez temporadas en la máxima categoría, regresó a la Second Division.
El empresario Clifford Coombs asumió como presidente en 1965, y contrató a Stan Cullis proveniente del Wolverhampton Wanderers para dirigir el club. El equipo de Cullis jugaba un fútbol atractivo, con lo que alcanzó a las semifinales de la Copa de la Liga en 1967 y de la FA Cup 1967-68, pero en el campeonato liguero las actuaciones no eran buenas. Su sucesor Freddie Goodwin armó un equipo más hábil, con un fútbol agresivo con el cual que logró el ascenso, además de llegar a las semifinales de la FA Cup. Dos años más tarde, el club recibió £350 000 tras la venta de Bob Latchford al Everton, una cifra récord en el fútbol británico en ese momento. Ante la ausencia de Latchford, el equipo decayó. Sir Alf Ramsey dirigió al club brevemente antes de que Jim Smith se hiciera con la plena conducción del equipo en 1978. Luego de concretarse el descenso, el club vendió Trevor Francis al Nottingham Forest, convirtiéndose en el primer jugador en ser transferido en un £1 millón; Francis anotó un total de 133 goles en 329 partidos durante sus nueve años en el club. Smith tomó al Birmingham y lo llevó a un nuevo ascenso a la First Division, pero tras un pobre comienzo en la temporada 1981-82 fue destituido en detrimento de Ron Saunders, proveniente del recientemente campeón de liga Aston Villa. El equipo se caraceterizó por falta de goles y en 1984, el Birmingham City descendió nuevamente a la Second Division. Pese a recuperarse a la temporada siguiente, el último partido ante el Leeds United se vio empañado por fuertes disturbios, que culminaron con la muerte de un adolescente aplastado por el derrumbe de un muro sobre su cuerpo. Este suceso ocurrió en el mismo día que se produjo la Tragedia de Valley Parade en Bradford, y junto con los sucesos en el estadio birmighense de St Andrew's Stadium, fue llamado al juez Oliver Popplewell para investigar lo sucedido. Finalmente, resolvió en crear un plan de seguridad para estadios deportivos para evitar nuevos siniestros. El club carecía de estabilidad, tanto dentro como fuera del campo de juego. Ron Saunders renunció después de perder por FA Cup ante el Altrincham. Tras despedir al personal técnico, tuvo que vender su campo de entrenamiento, y en 1989 el club se encontraba en la Third Division (tercera categoría) por primera vez en su historia.
En abril de 1989, los hermanos Kumar —dueños de una cadena de ropa— compraron el club. Se produjeron varios cambios de mánagers, pero la falta de inversión y la no renovación de varios jugadores del plantel profundizó la crisis de la entidad, que solamente se vio aliviada por una victoria en Wembley en la Associate Members' Cup. El nuevo entrenador Terry Cooper logró el ascenso a la Second Division, pero el ascenso, pero debido al colapso del Banco Internacional de Crédito y Comercio (BCCI, por sus siglas en inglés), las empresas los Kumars cayeron en administración judicial; en noviembre de 1992 sus acciones fueron liquidadas y se pusieron a la venta el 84% de su participación en el Birmingham City. El club se mantuvo en administración durante cuatro meses, hasta que el empresario David Sullivan lo compró por £700 000. Como nuevo dueño, nombró a Karren Brady de 23 años de edad como director deportivo y con la gran inyección monetaria permitió la realización de varios fichajes. Pese a eso, en 1993 el equipo se salvó en la última jornada del descenso a la tercera categoría, y tras un mal comienzo en 1993-94 Terry Cooper fue despedido y reemplazado por Barry Fry, quien no pudo evitar el descenso a la tercera división —renombrada como Second Division tras la reestructuración del fútbol inglés en 1992—. En la temporada 1994-95 —la primera de Fry completa—, el Birmingham City logra el título de Second Division y, por consecuencia, el ascenso a la segunda categoría. A esto se le sumó la obtención del Football League Trophy derrotando en la final en el Estadio de Wembley al Carlisle United con gol de oro de Paul Tait, logrando así un «doblete de liga baja»

## Estadio
St Andrew's es un estadio de fútbol del barrio de Bordesley de Birmingham, Inglaterra. Ha sido el campo del Birmingham City FC desde su apertura en 1906, cuando tenía un aforo de 75 000 espectadores, contaba con una tribuna y el resto de la grada al descubierto. El récord de asistencia se situó entre los 66 844  y 67 341 espectadores, en un partido de la FA Cup de 1939 que terminó en empate contra el Everton.
Al estallar la Segunda Guerra Mundial, el jefe de policía ordenó el cierre del recinto por el peligro de ataques aéreos; fue el único recinto que se cerró de esa manera y sólo se volvió a abrir después de que el asunto se planteara en el Parlamento. Resultó gravemente dañado durante el bombardeo de Birmingham del 9 de agosto de 1940. La tribuna principal se incendió cuando un bombero confundió gasolina con agua, y el terreno de juego quedó gravemente dañado.
La nueva tribuna se construyó en la década de 1950, y una pequeña grada en uno de los fondos, pero hubo pocos cambios hasta la década de 1990. Tras la adquisición del club en 1993, todas las localidades se remodelaron y se convirtieron en localidades de asiento para dar cumplimiento al Informe Taylor en la seguridad de los recintos deportivos, reduciéndose la capacidad a poco más de 30 000. En 2021, la página web del equipo estimaba la capacidad del estadio en 29 409 asientos.
St Andrew's ha acogido los partidos internacionales de Inglaterra, de las categorías inferiores a la selección absoluta, así como partidos de la semifinal de la FA Cup, y finales de competiciones menores. Se han celebrado también otros acontecimientos deportivos, incluido el rugby y el boxeo profesional, y, más recientemente, ha sido el escenario de conciertos de música. El estadio tiene salas adecuadas para los negocios o eventos sociales y una tienda de merchandising oficial del Birmingham City.

## Uniforme

### 1.º Uniforme
| 2019–2020 | 2018–2019 | 2017–2018 | 2016–2017 | 2015–2016 | 2014–2015 | 2013–2014 |
| 2012–2013 | 2011–2012 |           |           |           |           |           |

### 2.º Uniforme
| 2019–2020 | 2018–2019 | 2017–2018 | 2016–2017 | 2015–2016 | 2014–2015 | 2013–2014 |
| 2012–2013 | 2011–2012 |           |           |           |           |           |

### 3.º Uniforme
| 2014–2015 | 2012–2013 | 2011–2012 |

## Mascota

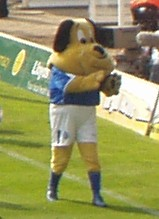
Beau Brummie, mascota del Birmingham City.

El Birmingham City tiene como mascota a Beau Brummie, un perro antropomórfico vistiendo la camiseta del club.

## Palmarés

### Torneos nacionales
| Competición nacional         | Títulos                             | Subcampeonatos                                                 |
| ---------------------------- | ----------------------------------- | -------------------------------------------------------------- |
| League Cup (2/1)             | 1962-63, 2010-11                    | 2000-01.                                                       |
| Segunda División (4/7)       | 1892–93, 1920–21, 1947–48, 1954–55. | 1893–94, 1900–01, 1902–03, 1971–72, 1984–85, 2006–07, 2008–09. |
| Tercera División (2/1)       | 1994-95, 2024-25                    | 1991-92.                                                       |
| FA Cup (0/2)                 |                                     | 1930-31, 1955-56.                                              |
| Football League Trophy (2/0) | 1990-91, 1994-95                    |                                                                |

### Torneos internacionales
| Competición internacional | Títulos | Subcampeonatos    |
| ------------------------- | ------- | ----------------- |
| Copa de Ferias (0/2)      |         | 1958-60, 1960-61. |

Referencia.

## Patrocinadores
- 1983-85: Ansells
- 1986-87: Co-op Milk
- 1987-88: PJ Evans
- 1988-89: Evans Halshaw
- 1989-92: Mark One
- 1992-95: Triton Showers
- 1995-2001: Auto Wndscreens
- 2001-03: Phones4U
- 2003-07: Flybe.com
- 2007-2011: F&C Investments
- 2011-2012: Xendpay de RationalFX
- 2012-2013 Eze Group
- 2013-2014 Nicolites eCigarretes

## Entrenadores
- 2024 - Act. 	Chris Davies
- 2024 	Gary Rowett
- 2024 	Tony Mowbray
- 2023 - 2024 	Wayne Rooney
- 2022 - 2023 	John Eustace
- 2021 - 2022 	Lee Bowyer
- 2020 - 2021 	Aitor Karanka
- 2020 - 2020 	Steve Spooner
- 2019 - 2020 	Pep Clotet
- 2018 - 2019 	Garry Monk
- 2017 - 2018 	Steve Cotterill
- 2017 - 2017 	Lee Carsley
- 2017 - 2017 	Harry Redknapp
- 2016 - 2017 	Gianfranco Zola
- 2014 - 2016 	Gary Rowett
- 2014 - 2014 	Richard Beale
- 2012 - 2014 	Lee Clark
- 2011 - 2012 	Chris Hughton
- 2007 - 2011 	Alex McLeish
- 2007 - 2007 	Eric Black
- 2001 - 2007 	Steve Bruce
- 2001 - 2001 	Mick Mills
- 1996 - 2001 	Trevor Francis
- 1993 - 1996 	Barry Fry
- 1993 - 1993 	Trevor Morgan
- 1991 - 1993 	Terry Cooper
- 1991 - 1991 	Lou Macari
- 1989 - 1991 	Dave MacKay
- 1986 - 1987 	John Bond
- 1982 - 1986 	Ron Saunders
- 1982 - 1982 	Norman Bodell
- 1978 - 1982 	Jim Smith
- 1977 - 1978 	Alf Ramsey
- 1975 - 1977 	Willie Bell
- 1970 - 1975 	Freddie Goodwin
- 1965 - 1970 	Stan Cullis
- 1964 - 1965 	Joe Mallett
- 1960 - 1964 	Gil Merrick
- 1958 - 1960 	Pat Beasley
- 1954 - 1958 	Arthur Turner
- 1949 - 1954 	Bob Brocklebank
- 1948 - 1949 	Walter Taylor
- 1945 - 1948 	Harry Storer
- 1933 - 1939 	George Liddell
- 1928 - 1933 	Leslie Knighton
- 1927 - 1928 	Bill Harvey
- 1923 - 1927 	Billy Beer
- 1915 - 1923 	Frank Richards
- 1911 - 1912 	William George